# Wernham
Der aus England stammende Zuname Wernham, in Varianten auch Wornum oder Wareham, wurde aus der Ortsbezeichnung Wareham in der Grafschaft Dorset oder den Orten Warham in Herefordshire oder Norfolk abgeleitet. Der Ort in Dorset wurde in den Sachsenchroniken aus dem Jahr 784 als Werham übermittelt und im Domesday Book aus dem Jahr 1086 als Warham. Die Ortschaften in Herefordshire und Norfolk wurden im Domesday Book als Warham und als Guarham bezeichnet. Die Bedeutung des Ortsnamens leitet sich aus dem Altenglischen Begriff „Wer“ für Wehr oder „gestauter Fluss“ und „Ham“ für Dorf oder Siedlung ab, also ein Dorf mit einem gestauten Fluss.
Als Familienname taucht der Name im 13. Jahrhundert auf.

## Namensträger
Wernham ist der Familienname folgender Personen:
- Archibald Garden Wernham (1916–1989), schottischer Philosoph und Hochschullehrer
- Herbert Fuller Wernham (1879–1941), britischer Botaniker